# Profiles
Profiles è un album in studio collaborativo del batterista Nick Mason (Pink Floyd) e del chitarrista Rick Fenn (10cc), pubblicato nel 1985. Si tratta del secondo album in studio da solista per Mason e del primo per Fenn. I due artisti collaboreranno nuovamente in futuro per alcune colonne sonore.
Il disco è prettamente strumentale, eccezion fatta che per due tracce, ossia Lie for a Lie, che vede la partecipazione di Maggie Reilly e di David Gilmour, e Israel, cantata da Danny Peyronel (UFO).

## Tracce
Side 1
1. Malta – 6:00
2. Lie for a Lie – 3:16
3. Rhoda – 3:22
4. Profiles Part 1/Profiles Part 2 – 9:58

Side 2
1. Israel – 3:30
2. And the Address – 2:45
3. Mumbo Jumbo – 3:53
4. Zip Code – 3:05
5. Black Ice – 3:37
6. At the End of the Day – 2:35
7. Profiles Part 3 – 1:55

## Formazione
- Nick Mason — batteria, tastiera, percussioni
- Rick Fenn — chitarra, tastiera
- Mel Collins — sassofono in Rhoda, And the Address, Mumbo Jumbo e Black Ice
- David Gilmour — voce in Lie for a Lie
- Maggie Reilly — voce in Lie for a Lie
- Danny Peyronel — voce in Israel
- Craig Pruess — emulator in Malta
- Aja Fenn — intro tastiera in Malta